# Mateus 19

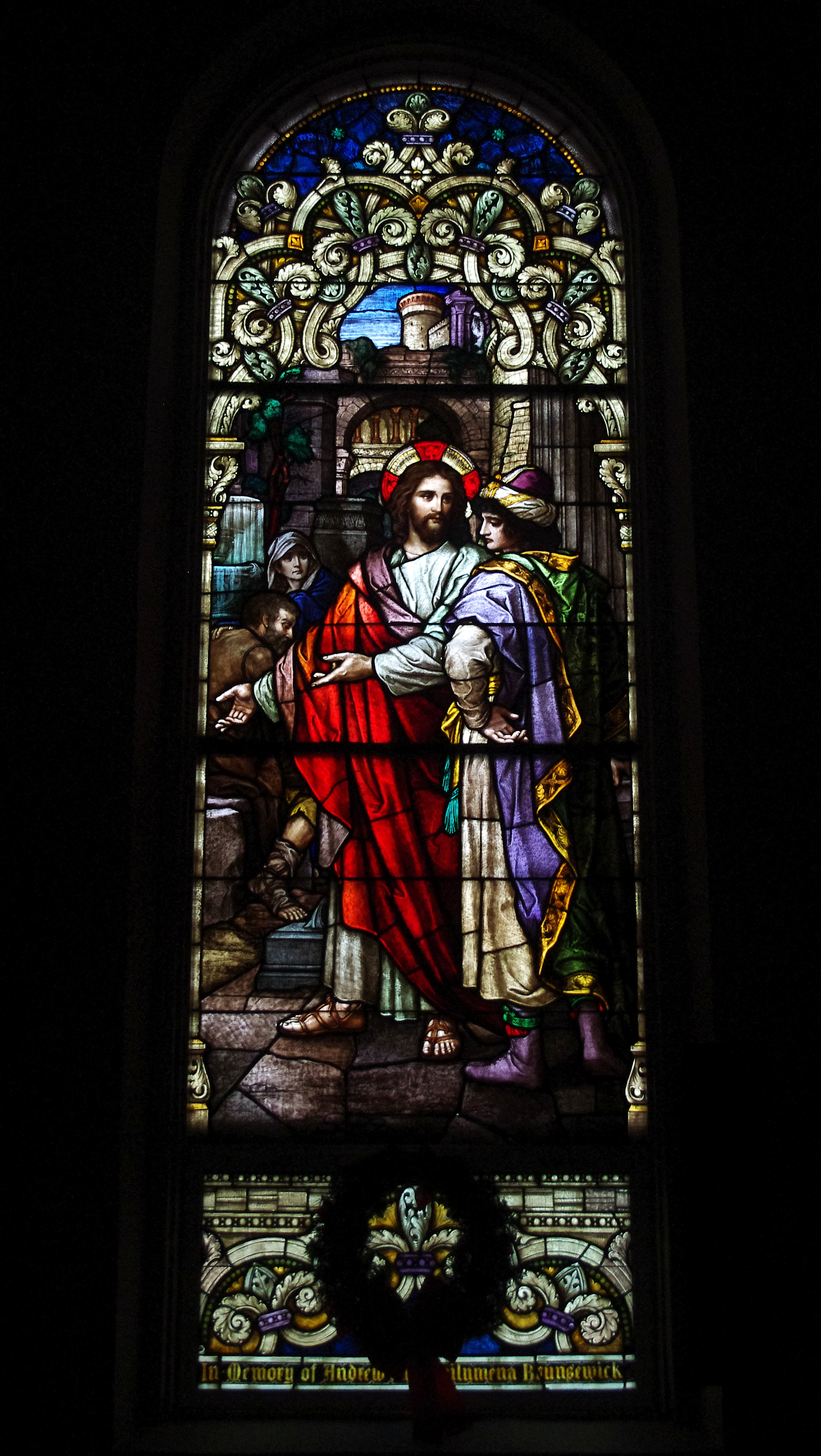
Jesus e o jovem rico, um dos episódios de Mateus 19.
Vitral na Igreja de São Wendelin em Saint Henry, EUA.

Mateus 19 é o décimo-nono capítulo do Evangelho de Mateus no Novo Testamento da Bíblia e narra os eventos do ministério de Jesus na Pereia, já durante sua viagem final para Jerusalém. 

## Divórcio e celibato
O capítulo inicia contando que Jesus deixou a Galileia e entrou na Judeia, além do rio Jordão. Segundo Mateus, alguns fariseus foram até Jesus para perguntar-lhe sobre as condições nas quais um homem poderia repudiar sua mulher, um discurso no qual Jesus profere um de seus mais famosos ditos: «Portanto o que Deus ajuntou, não o separe o homem.» (19 6:). Tentando enganar Jesus, eles então perguntam-lhe por que Moisés se divorciou e repudiou sua mulher (Zípora). A resposta de Jesus foi a base para a crença do adultério e o repúdio ao divórcio:
| “ | «Por causa da dureza do vosso coração é que Moisés vos permitiu repudiar vossas mulheres, mas não foi assim desde o princípio. Eu vos digo que aquele que repudiar sua mulher, exceto por infidelidade, e casar com outra, comete adultério.» (Mateus 19:8–9) | ” |

Ao ouvir dos discípulos que se esta for a condição, "não convém casar", Jesus novamente responde com uma frase que serve ainda hoje de base para o celibato:
| “ | «Nem todos podem aceitar este conceito, mas somente aqueles a quem é dado. Pois há eunucos, que nasceram assim; há outros, a quem os homens fizeram tais: e outros há, que se fizeram eunucos por causa do reino dos céus. Quem pode aceitar isto, aceite-o.» (Mateus 19:11–12) | ” |

## Venham a mim as criancinhas
Retomando um tema do capítulo anterior, Jesus então repreende os discípulos por impedirem que alguns meninos se aproximassem dele para receber suas bençãos: «Deixai os meninos, e não os impeçais de virem a mim; porque dos tais é o reino dos céus.» (Mateus 19:14).

## Jesus e o jovem rico
Este evento da vida de Jesus está nos três evangelhos sinóticos, em Mateus 19:16–30, Marcos 10 (Marcos 10:17–31) e Lucas 18 (Lucas 18:18–30). Nele Jesus trata da vida eterna. 
Depois que um jovem rico se aproximar de Jesus, declara estar seguindo todos os preceitos da lei e quer saber o que falta para ser bom, Jesus lhe responde que «se queres ser perfeito, vai vender tudo o que tens, e dá-o aos pobres, e terás um tesouro nos céus; depois vem seguir-me.» (Mateus 19:21–22), o que o entristeceu, pois ele era muito rico e não se viu capaz de fazê-lo. No discurso subsequente aos discípulos sobre os que serão merecedores da vida eterna, Jesus profere alguns de seus mais famosos ditos, como «Também vos digo que mais fácil é passar um camelo pelo fundo de uma agulha, do que entrar um rico no reino de Deus.» (Mateus 19:24) e «...muitos que são primeiros, serão os últimos; e muitos que são últimos, serão os primeiros.» (Mateus 19:30). Esta última aparece também na Parábola dos Trabalhadores na Vinha, no capítulo seguinte.